# Schienenverkehr in Island

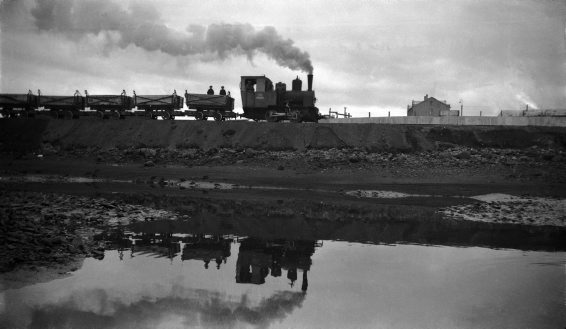
Eine der beiden Lokomotiven im Einsatz im Hafen von Reykjavík. Foto 1913–1917

Schienenverkehr nimmt eine extreme Randposition in der Infrastruktur von Island ein. Schienenverkehr zur Beförderung von Personen gibt es nicht. Historisch gab es zwei Hafenbahnen (eine davon mit Muskelkraft betrieben), eine landwirtschaftliche Materialbahn und mindestens zwei temporäre Bahnen für Bauarbeiten. Planungen für Eisenbahnen mit Personenbeförderung gab es von 1906 bis 1931, darunter für eine Bahn von Reykjavík nach Selfoss. Aktuell bestehen Planungen für eine Strecke zwischen Reykjavík und dem internationalen Flughafen Keflavík.

## Historische Bahnbetriebe

### Reykjavík

#### Hafenbahn
1913 wurde eine Schmalspurbahn mit 900 mm Spurweite und zwei zusammen zwölf Kilometer langen Strecken in Betrieb genommen. Anlass war der Ausbau des Hafens in Reykjavík. Eine Strecke führte vom Hafen nach Öskjuhlið, die andere nach Skólavörðuholt. Die Bahn diente ausschließlich dem Güterverkehr. Nach Fertigstellung der Bauarbeiten 1917 blieb die Bahn bis 1928 weiter für den Gütertransport in Betrieb. Dafür standen zwei Dampflokomotiven der Lokomotivfabrik Arnold Jung aus dem Jahr 1892 zur Verfügung, die gebraucht gekauft worden waren.
Gebaut wurden diese Lokomotiven ursprünglich für R. Dolberg in Rostock, Nr. 129 wurde am 19. Mai 1892 und Nr. 130 am 3. Juni 1892 von Jung dorthin abgeliefert. Beide wurden 1910 nach Dänemark an N. C. Momberg verkauft, erhielten dort einen Ersatzkessel (Nr. 129 Kessel 1592 und Nr. 130 Kessel 1591) und gelangten 1913 auf die Insel. Beide sind museal erhalten, die „Minør“ (Nr. 129) als Denkmallokomotive im Hafen, die „Pionér“ (Nr. 130) im Freilichtmuseum Árbæjarsafn in Reykjavík. An dieser Lok ist das Fabrikschild des Neubaukessels angebracht – dies erweckt den Eindruck, als ob es sich um das originale Fabrikschild handelt. Damit dürfte Island das einzige Land der Welt sein, in dem sämtliche Dampflokomotiven, die dort je verkehrten, museal aufbewahrt werden.

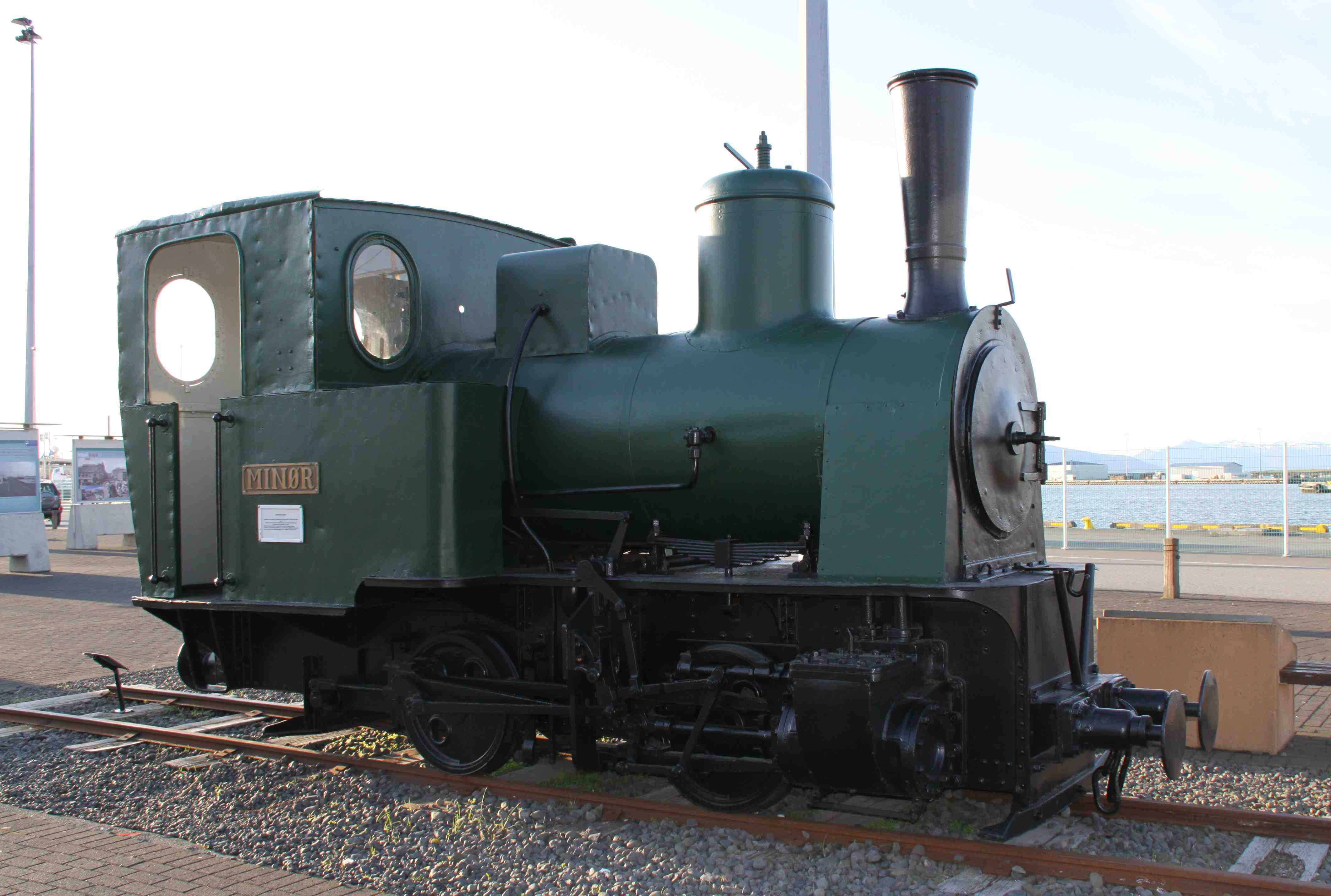
Minør im Hafen von Reykjavík
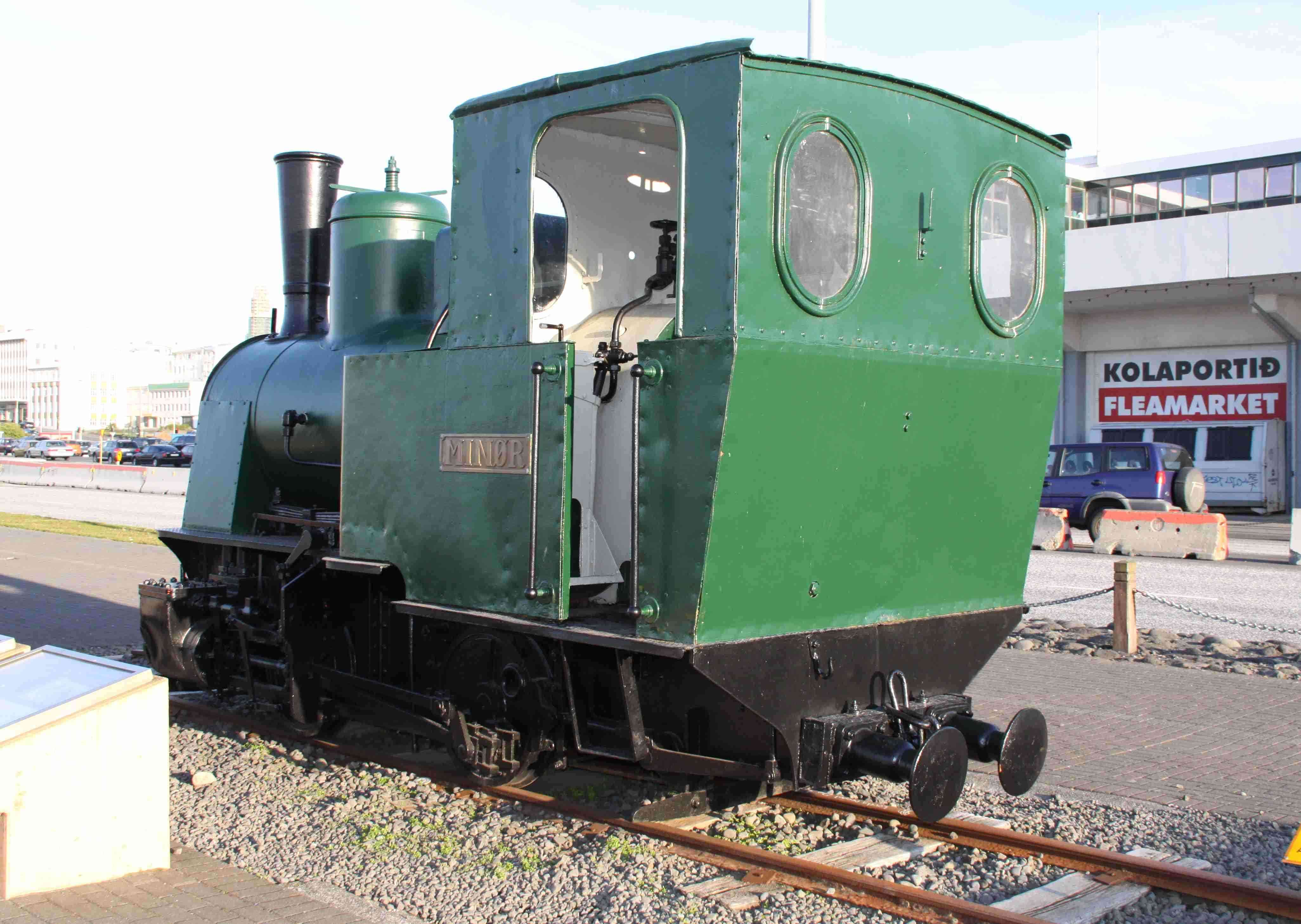
Minør
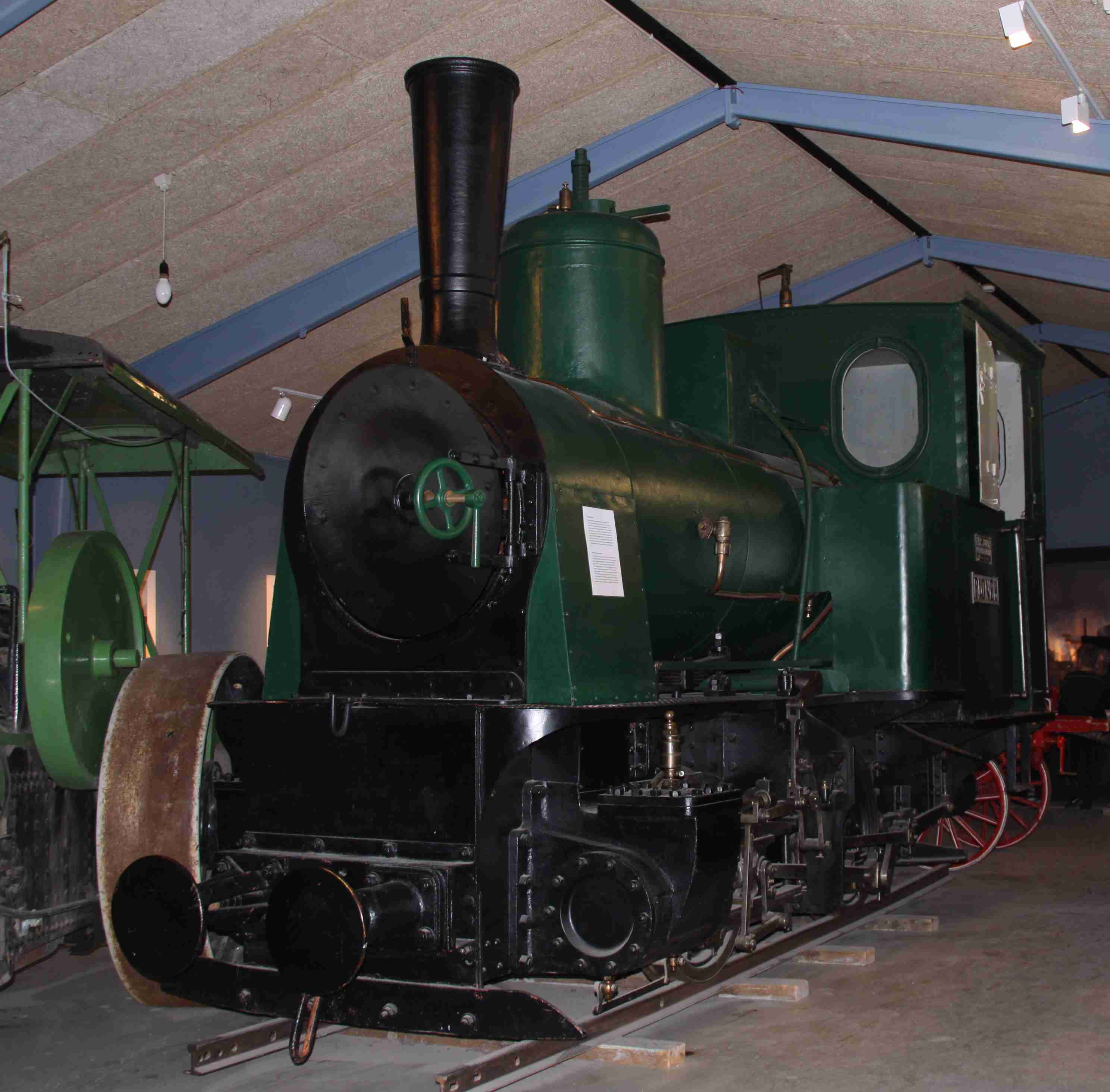
Pionér im Museum Árbæjarsafn
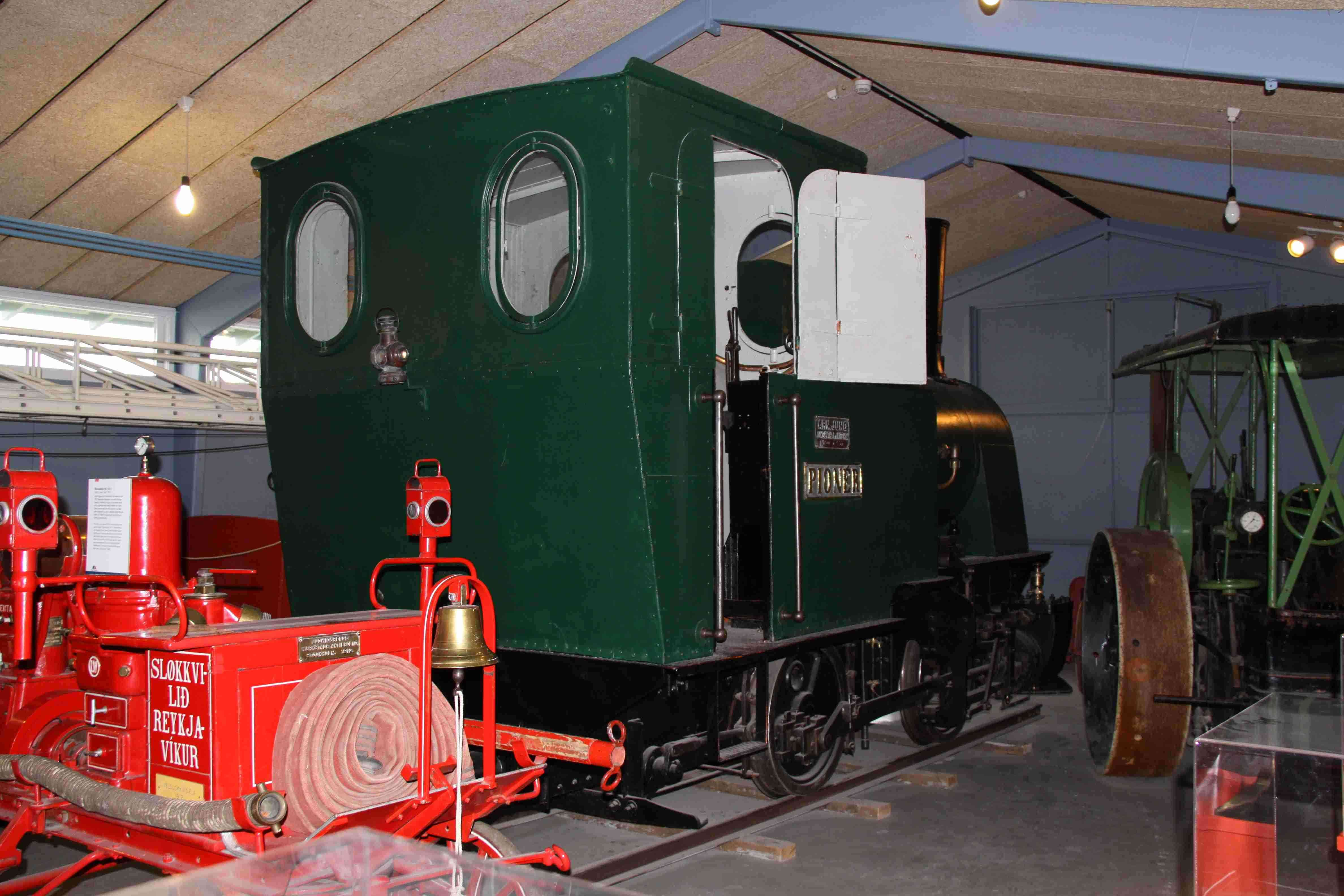
Pionér

#### Öskjuhlíð
Ende 2022 wurden am Hügel Öskjuhlíð auf dem Gebiet der Stadt Reykjavík Eisenbahnschienen gefunden, die wahrscheinlich beim Bau des Flughafens Reykjavík durch die British Army während des Zweiten Weltkriegs Verwendung fanden. Die Schienen, die von guter Qualität sind, wurden ebenfalls ins Freilichtmuseum Árbæjarsafn gebracht.

### Korpúlfsstaðir
Auf der landwirtschaftlichen Großanlage Korpúlfsstaðir wurde in den 1930er Jahren eine Materialbahn mit 600-mm-Spur errichtet. Es gab keine Lokomotiven, die Wagen wurden ausschließlich mit Muskelkraft bewegt. Die Anlage war 1993 noch in Betrieb. Die landwirtschaftliche Großanlage Korpúlfsstaðir wurde inzwischen aufgegeben. Dort befinden sich heute ein Golfplatz und eine Schule. Bauliche Reste der Bahnanlagen existieren nicht mehr.

### Kárahnjúkar
Anfang des 21. Jahrhunderts wurde im Osten von Island das Kárahnjúkar-Kraftwerk errichtet. Für dessen Bau wurde von dem italienischen Bauunternehmen Impregilo vorübergehend eine Schmalspurbahn angemietet, installiert und mit Diesellokomotiven betrieben. Nach Abschluss der Bauarbeiten wurde die Bahn wieder abgebaut und nach Italien zurück verschifft. Auf dieser Bahn kam es auch zum einzigen Eisenbahnunfall mit Personenschaden auf Island, einem Zusammenstoß eines Zuges, der Zement geladen hatte, und eines Zuges, der Personal transportierte. Bei dem Unfall wurden drei Arbeiter verletzt.

### Ísafjörður

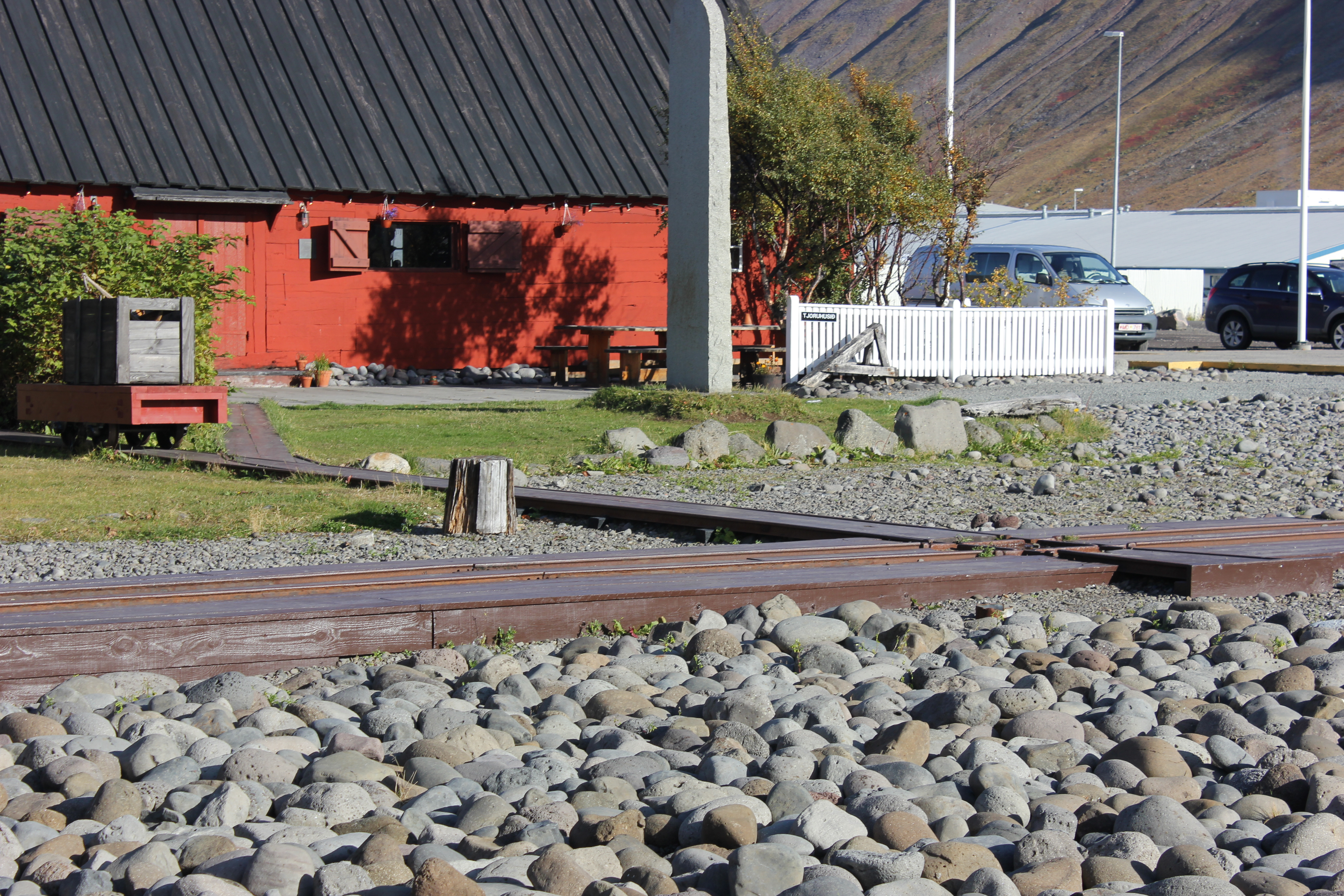
Im Hafenbereich in Ísafjörður

In Ísafjörður sind im Hafenbereich die Reste einer kleinen Feldbahn zu sehen, die dort auch heute noch zwei Gebäude verbindet, die in früheren Zeiten als Lagerhäuser genutzt wurden. In dem einen Gebäude („Turmhaus“) ist heute das „Heimatmuseum der Westfjorde“ untergebracht, in dem anderen ein Fischrestaurant.
Die Spurweite der offenbar handbetriebenen Feldbahn beträgt 500 mm. Ein hölzerner Flachwagen steht auf den Schienen, die Länge der Gleisanlagen beträgt insgesamt ca. 50 m, einschließlich einer Rechtsweiche. Eine früher im Bohlenweg zum Eingang des Museums vorhandene Drehscheibe ist zwischenzeitlich ausgebaut worden.

## Planungen einer Strecke zwischen Reykjavík und dem Flughafen Keflavík
Erste Planungen für die Strecke stammen aus der Zeit vor Islands Finanzkrise 2008–2011. Die Krise führte dazu, dass die Planungen auf Eis gelegt und erst ab 2013 wieder aufgenommen wurden.
In Planung befindet sich eine Strecke, die die Hauptstadt Reykjavík mit dem Flughafen Keflavík durch eine eingleisige etwa 47 Kilometer lange elektrifizierte Bahnstrecke in Normalspur verbindet. Die Höchstgeschwindigkeit soll 250 km/h, die Fahrzeit könnte ca. 18 Minuten betragen. Die beiden Endbahnhöfe sollen am BSÍ-Busbahnhof in Reykjavík und am Flughafen entstehen. Ein Zwischenhalt in Kópavogur wird noch geprüft. Zwischen Reykjavík und Straumsvík soll die Strecke über 16 km in 50 bis 160 m Tiefe in einem Tunnel verlaufen. Befahren werden soll sie von vier Triebzügen.
Detailplanungen inklusive Verhandlungen mit Generalauftragnehmern hatten 2016 begonnen. Der Bau der Strecke sollte nach unterschiedlichen Schätzungen drei bis fünf Jahre in Anspruch nehmen.
Bisher wurden für das Projekt Planungskosten in Höhe von 3,3 Mio. Euro verausgabt. Zu den Baukosten sind eine Reihe unterschiedlicher Zahlen im Umlauf: 150 Mrd. ISK (etwa 1,06 Mrd. EUR) und 85 bis 100 Mrd. ISK (etwa 700 bis 810 Mio. EUR).
Die baulich größte Herausforderung für das Projekt ist der Tunnel zwischen Reykjavík und Straumsvík, zumal derzeit die geologischen Verhältnisse im Bereich der künftigen Baustelle nur unzureichend bekannt sind. Nach Presseangaben vom April 2019 hätte der Bau frühestens im Jahr 2022 beginnen können. Mit Stand 2022 war es aufgrund von Finanzierungsproblem aber ungewiss, ob das Projekt realisiert wird, und es war in absehbarer Zeit nicht mit der Aufnahme von Bauarbeiten zu rechnen.

## Ideen für eine Stadtbahn in Reykjavík
Unter dem Namen Borgarlína („Stadtlinie“) bestehen in Reykjavík Planungen für ein Nahverkehrssystem, für das ursprünglich auch eine Stadtbahn als Möglichkeit in Erwägung gezogen wurde, aktuell ist jedoch ein Bus-Rapid-Transit-System (BRT) vorgesehen.

## Sonstiges
- In dem Kriminalroman Engin Spor (wörtlich übersetzbar als „Keine Spuren“, aber auch „Keine Gleise“) von Viktor Arnar Ingólfsson[8] (deutsch: Haus ohne Spuren[9]) spielt die Planung für den Bau einer Eisenbahn in Island eine zentrale Rolle.
- Der Salonwagen des dänischen Königs, DSB S (II) 1, trug auch ein isländisches Wappen, bis Island 1944 von Dänemark unabhängig und Republik wurde.